# Buchreihe Salto
Die Buchreihe Salto ist eine Edition des Wagenbach-Verlags, Berlin und erscheint seit dem Jahr 1987. Hierbei wird der Schriftzug „SALTO“ in Versalien geschrieben und das A steht, wo es typografisch möglich ist, auf dem Kopf.

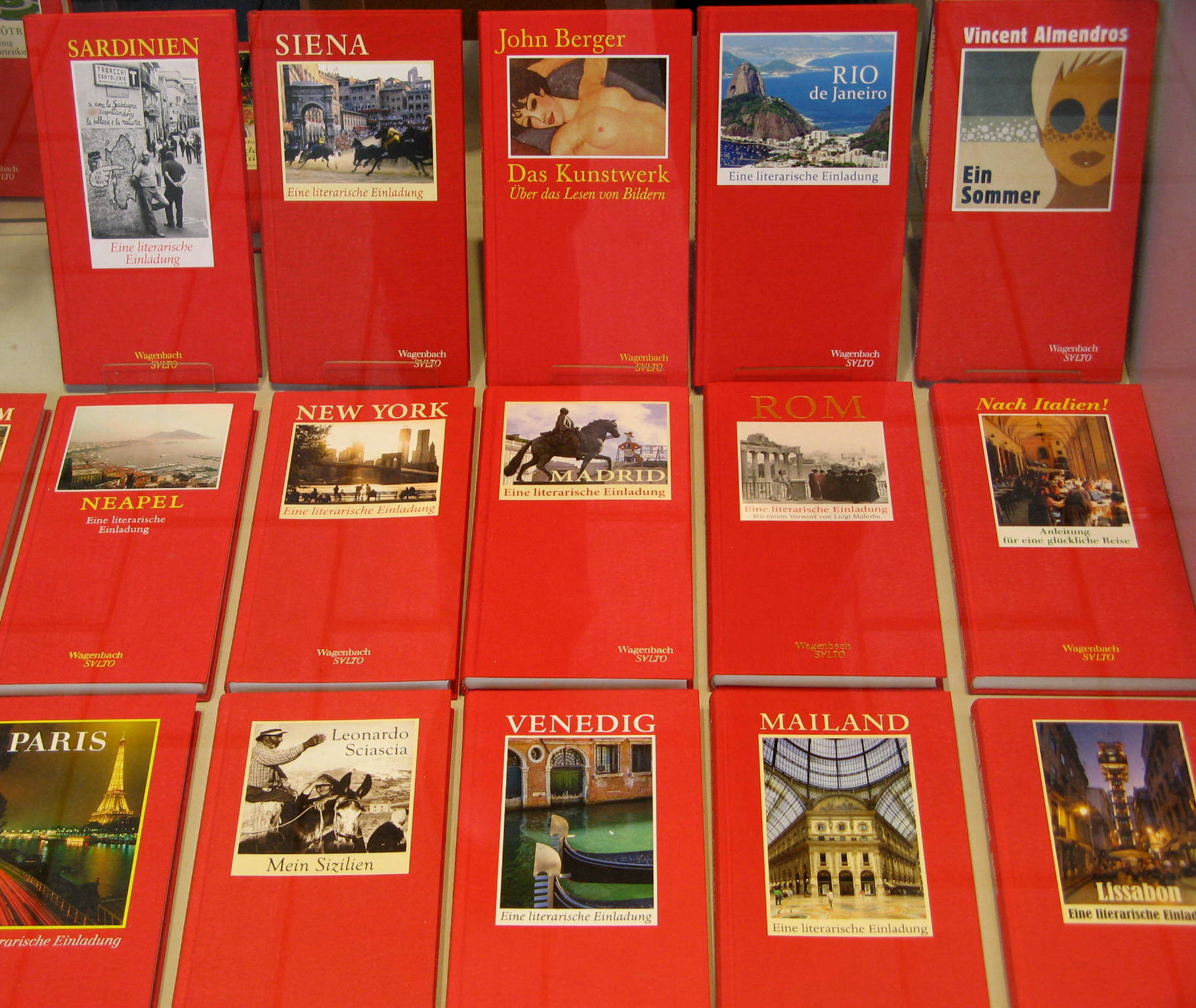
Titel der Buchreihe SALTO

## Autoren und Themen

### Autoren

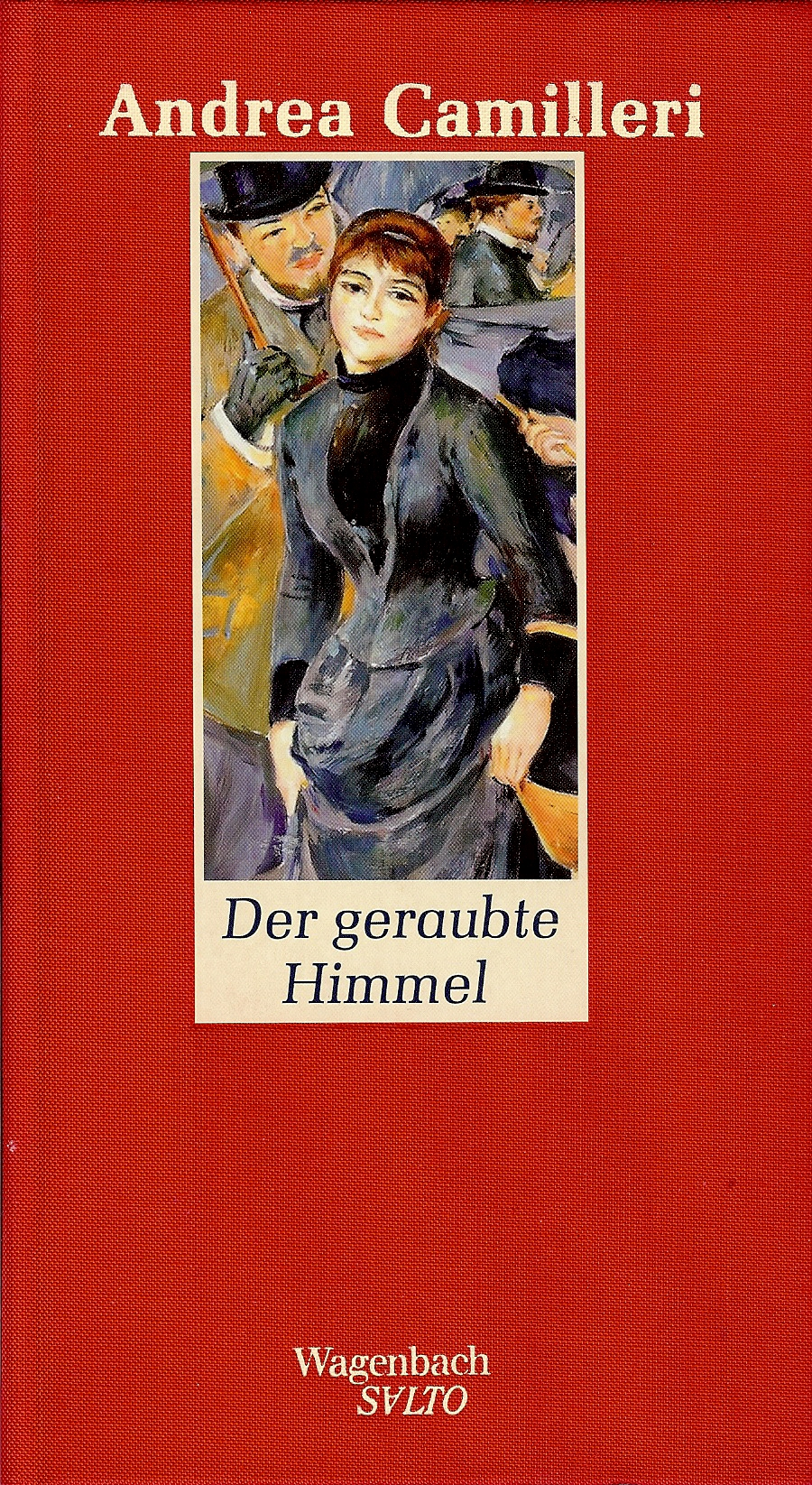
Beispiel eines Einbands mit aufgeklebtem Titelschild

Die Titel der Buchreihe umfassen zeitgenössische Literatur und Autoren wie Carlo Emilio Gadda, Pier Paolo Pasolini, Michelangelo Antonioni, Djuna Barnes und Virginia Woolf, wobei ein Schwerpunkt auf der italienischen Literatur und literarischen Reiseführern liegt. In der Rolle als Herausgeber trug der Verleger Klaus Wagenbach selbst zwei Titel für die Buchreihe bei. Die deutsche Literatur ist u. a. durch die Autoren Erich Fried, Stephan Hermlin, Heinz Berggruen, Alexander Kluge und Günter Bruno Fuchs vertreten.

### Unterreihen
Einen eigenen Stellenwert in der Reihe Salto nehmen die sog. Kleinen Romane ein: hierzu gehören Novellen, Erzählungen und kleine Romane von Autoren des Wagenbachverlags und von Schriftstellern, die eigene Werke für diese Reihe „stiften“.
Eine zweite Unterreihe bestehen aus Büchern aus dem Themenkomplex Kunst und Kultur. Es werden beispielsweise die Villen Andrea Palladios, Englische Gärten vorgestellt und Künstlerbiographien Giorgio Vasaris vorgestellt.
Ein dritter Bereich besteht aus Kochbüchern; hier werden vor allem die Rezepte aus Italien, beispielsweise aus der Toskana, bzw. Frankreich angeboten.
Der vierte Themenbereich besteht aus „Literarischen Einladungen“; in inzwischen 20 Titeln werden die Leser nach Berlin, Rom, Turin, Triest, Sizilien, Paris, Lissabon, London, Wien, Istanbul, Amsterdam, New York und Rio de Janeiro eingeladen.

### Größter Verkaufserfolg
Der bisher größte Verkaufserfolg der Buchreihe Salto war die Novelle Die souveräne Leserin des britischen Autors Alan Bennett, die in zwei Ausgaben in rotem Leinen (2008) und in limitierter Auflage in blauer Seide (2012) erschien.
Das Buch stand im September 2008 auf Platz 3 der Belletristik-Bestsellerliste des Nachrichtenmagazins Spiegel.

### Würdigung
Der im Jahr 2017 verstorbene Schriftsteller John Berger bezeichnete Salto als „eine der schönsten Buchreihen der Welt.“

### Bisher erschienene Titel
Eine vollständige Liste der Titel der Buchreihe SALTO kann auf einer privaten Homepage abgerufen werden:
- Private Website

## Ausstattung

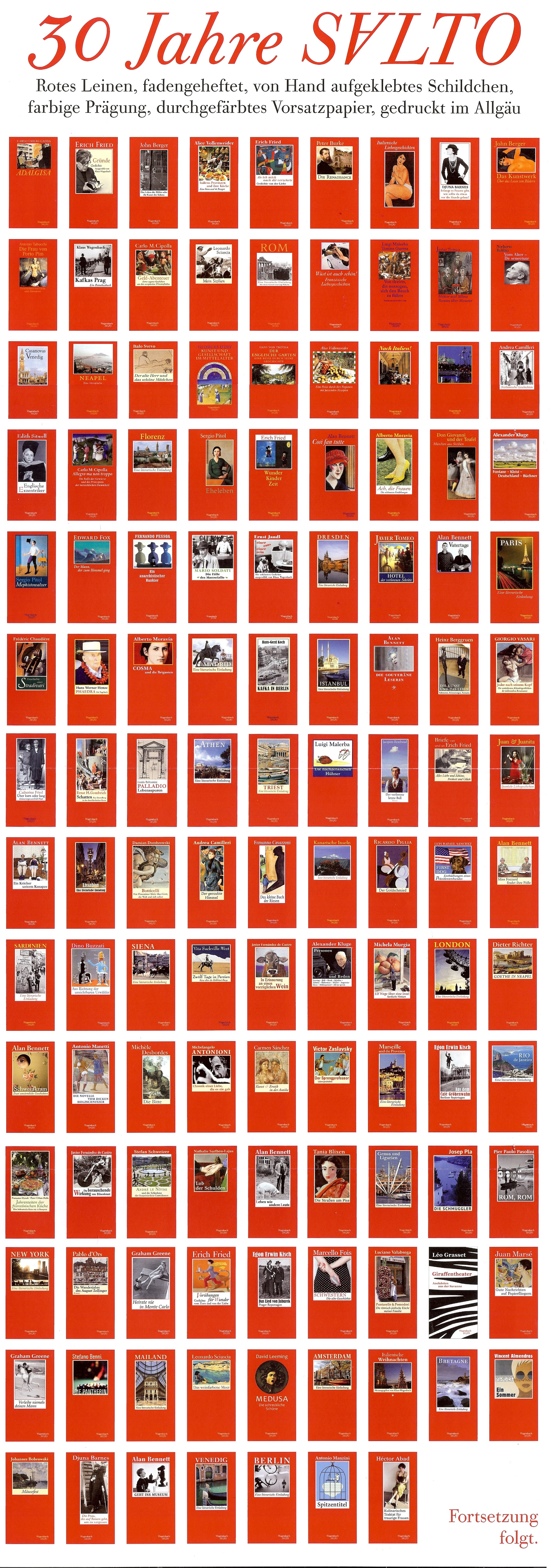
Werbeplakat der Buchreihe Salto

Die Titel der Bücher sind „nach klassischer handwerklicher Tradition hergestellt“. Sie sind in leuchtend rotes Leinen gebunden, fadengeheftet, besitzen ein aufgeklebtes Schildchen; der Titel, die Verlagsangabe und die Inhaltsangabe auf dem äußeren Rückendeckel sind farbig geprägt. Die Bände besitzen darüber hinaus ein durchgefärbtes Vorsatzpapier.
Für den Titel und die Einbettung des Titelschildes werden die Einbände mit einem erhitzten Messingstempel geprägt. Das Titelschild wird anschließend in die geprägte Mulde von Hand eingeklebt. Diese Verarbeitungsschritte werden von der Druckerei Kösel im Allgäu durchgeführt.

### Statistik
Bis zum Jahr 2017 wurden zwei Millionen Bände verkauft; hierfür wurden bisher 100.000 m2 Leinen eingefärbt und verarbeitet und 28.000 km Faden für die Buchbindung vernäht.

### Umfang
Der Umfang eines Bandes bewegt sich in einer Seitenzahl von bis 144 Seiten und ausnahmsweise höchstens 168 Seiten.

### Preise
Die Preise pro Titel liegen derzeit zwischen 8,15 Euro und 17,00 Euro; vergriffene Ausgaben erzielen antiquarisch zum Teil deutlich höhere Preise.